# Gresik (Regierungsbezirk)
Gresik (Javanisch:ꦏꦧꦸ) ist ein indonesischer Regierungsbezirk (Kabupaten) in der Provinz Jawa Timur, im Osten der Insel Java. Ende 2021 leben hier circa 1,3 Millionen Menschen. Der Regierungssitz des Kabupaten Gresik ist die gleichnamige Stadt Gresik. Der Regierungsbezirk gehört zur Metropolregion Surabaya, die auch unter dem Akronym Gerbangkertosusila bekannt ist.  Bekannt ist Gresik für seine Industrieanlagen und die Hafenanlagen.

## Geographie

### Lage
Gresik liegt im Norden der Provinz Jawa Timur. Der südöstliche Teil grenzt an die Hauptstadt Surabaya, zu dessen Metropolregion, Gerbangkertosusila,  weite Teile des Regierungsbezirks Gresiks zählen. Im Süden grenzt Gresik an den Kabupaten Sidoarjo, im Südwesten an Mojokerto und im Westen an Lamongan. Im Norden wird der Regierungsbezirk von der Javasee abgegrenzt und im Osten bildet die Straße von Madura eine natürliche Grenze. Die kürzeste Entfernung zur benachbarten Insel Madura im Osten beträgt weniger als drei Kilometer. Die 125 km nördlich der Küste gelegene Insel Bawean gehört ebenfalls zum Regierungsbezirk Gresik, aufgeteilt in die beiden Kecamatan Tambak im Norden und Sangkapura im Süden.

### Klima
Gresik befindet sich in der tropischen Klimazone. Die Jahresdurchschnittstemperatur beträgt 27,4 °C, die jährliche Niederschlagsmenge 1773 Millimeter im Mittel. September und Oktober gelten als besonders warme Monate. Bedingt durch die hohe relative Luftfeuchtigkeit das ganze Jahr über (stets über 65 % rel. Feuchtigkeit) kann das subjektive Wetterempfinden noch heißer ausfallen. Die durchschnittlichen Tageshöchstwerte betragen im restlichen Jahr zwischen 28 °C und 32 °C. Die durchschnittlichen Tiefsttemperaturen betragen zwischen 24 °C im Juli und August und 26 °C im Oktober und November. Hauptregenzeit ist von November bis April. Der meiste Niederschlag fällt im Zeitraum Dezember bis März mit jeweils über 200 Millimeter. In dieser Zeit herrscht auch die größte Schwüle. Die wenigste Niederschläge werden im Juli, August und September notiert, wobei es manchmal gar nicht regnet. Ohnehin ist die Zeit von Juni bis Oktober die Zeit mit sehr geringen Niederschlagsmengen.

### Verwaltungsgliederung
Administrativ unterteilt sich Gresik in 18 Distrikte (Kecamatan) und 356 Dörfer, davon 330 Desa und 26 Kelurahan.
| Code 1   | Kecamatan Distrikt | Fläche (km²) | Einwohner Census 2010 2 | Volkszählung 2020 | Volkszählung 2020 | Volkszählung 2020 | Anzahl der | Anzahl der |
| Code 1   | Kecamatan Distrikt | Fläche (km²) | Einwohner Census 2010 2 | Einwohner 3       | 0Dichte 40        | Sex Ratio 5       | Desa 6     | Kel. 7     |
| -------- | ------------------ | ------------ | ----------------------- | ----------------- | ----------------- | ----------------- | ---------- | ---------- |
| 35.25.01 | Dukun              | 59,08        | 54.384                  | 62.738            | 1.061,9           | 101,5             | 26         | –          |
| 35.25.02 | Balongpanggang000  | 63,88        | 49.035                  | 53.689            | 840,5             | 98,9              | 25         | –          |
| 35.25.03 | Panceng            | 62,77        | 39.535                  | 50.525            | 804,9             | 99,9              | 14         | –          |
| 35.25.04 | Benjeng            | 61,26        | 57.336                  | 62.845            | 1.025,9           | 100,7             | 23         | –          |
| 35.25.05 | Duduksampeyan      | 74,29        | 43.783                  | 47.058            | 633,4             | 99,7              | 23         | –          |
| 35.25.06 | Wringinanom        | 62,62        | 65.411                  | 72.845            | 1.163,3           | 102,9             | 16         | –          |
| 35.25.07 | Ujungpangkah       | 94,82        | 41.828                  | 48.955            | 516,3             | 101,1             | 13         | –          |
| 35.25.08 | Kedamean           | 65,95        | 55.715                  | 61.221            | 928,3             | 101,6             | 15         | –          |
| 35.25.09 | Sidayu             | 47,13        | 40.650                  | 43.492            | 922,8             | 102,3             | 21         | –          |
| 35.25.10 | Manyar             | 97,70        | 109.949                 | 119.338           | 1.221,5           | 102,6             | 23         | –          |
| 35.25.11 | Cerme              | 71,73        | 69.217                  | 81.215            | 1.132,2           | 101,6             | 25         | –          |
| 35.25.12 | Bungah             | 79,84        | 57.689                  | 65.298            | 817,9             | 101,9             | 22         | –          |
| 35.25.13 | Menganti           | 68,73        | 119.278                 | 144.028           | 2.095,6           | 102,7             | 22         | –          |
| 35.25.14 | Kebomas            | 30,16        | 106.259                 | 118.589           | 3.932,0           | 101,8             | 11         | 10         |
| 35.25.15 | Driyorejo          | 51,29        | 120.149                 | 122.743           | 2.393,1           | 102,4             | 16         | –          |
| 35.25.16 | Gresik             | 5,54         | 76.594                  | 76.347            | 13.781,1          | 98,7              | 5          | 16         |
| 35.25.17 | Sangkapura         | 118,27       | 45.755                  | 50.612            | 427,9             | 100,6             | 17         | –          |
| 35.25.18 | Tambak             | 78,70        | 24.475                  | 29.677            | 377,1             | 99,6              | 13         | –          |
| 35.25    | Kab. Gresik        | 1.193,76     | 1.177.042               | 1.311.215         | 1.098,4           | 101,4             | 330        | 26         |

## Demographie
Ende 2021 lebten in Gresik 1.284.158 Menschen, davon 638.757 Frauen 645.401 Männer. Die Bevölkerungsdichte betrug 1024,7 Einwohner je Quadratkilometer. 98,74 Prozent der Einwohner sind Muslime; 0,82 Prozent Protestanten; 0,23 Prozent Katholiken; 0,14 Prozent Hindus und 0,04 Prozent Buddhisten und Konfuzianer.
Wie in Gesamtindonesien ist der Anteil der Verheirateten am höchsten (50,14 % der Gesamtbevölkerung). Ledige sind mit 43,53 %, Geschiedene mit 1,41 % und Verwitwete mit 4,92 % vertreten.

Logo der Semen Indonesia Group

## Wirtschaft
Gresik ist bekannt für seine Industrieanlagen. Dominiert wird es durch die Zementindustrie, insbesondere durch PT. SEMEN Gresik, die mittlerweile ein Teil der Semen Indonesia Group, der größten Zementfirma Indonesiens, sind.

## Sport
In Gresik ist der drittklassige Fußballverein Gresik United beheimatet, der seine Heimspiele im 2017 neu eröffneten Joko Samudro-Stadion austrägt.